# アミディー・レイバーン
アミディー・ヴァル・レイバーン・ジュニア（英: Amedee Valle Reyburn, Jr.、1879年3月25日 - 1920年2月）は、アメリカ合衆国の競泳、水球選手。
1904年セントルイスオリンピックで、4×50ヤード自由形リレーのアメリカチームの一員として、また水球では「ミズーリアスレチッククラブ」の一員としてそれぞれ銅メダルを獲得した。